# Mary Elizabeth Winstead
Mary Elizabeth Winstead, född 28 november 1984 i Rocky Mount i North Carolina, är en amerikansk skådespelare och sångare.  
Hennes första betydelsefulla roll kom som Jessica Bennett i såpoperan Passions (1999–2000) och hon dök upp på TV-serien Tru Calling (2004) och superhjältefilmen Höjdarskolan: Sky High (2005). Ytterligare framgång kom med i filmerna Die Hard 4.0 (2007) som John McClanes dotter Lucy Gennero-McClane och i Scott Pilgrim vs. the World (2010) som Ramona Flowers. I slutet av september 2018 meddelades att Winstead spelar Huntress i Birds of Prey, regisserad av Cathy Yan och medverkar tillsammans med Margot Robbie som spelar Harley Quinn.

## Privatliv
År 2010 gifte sig Winstead med den amerikanska filmskaparen Riley Stearns. År 2017 skilde sig Winstead från Stearns. Det rapporterades i oktober 2017 att hon var i ett förhållande med den skotska skådespelaren Ewan McGregor. Deras son föddes i juni 2021. Winstead och McGregor gifte sig i april 2022.

## Filmografi (i urval)

### Film
| År   | Title                                         | Roll                                             | Anmärkningar                  |
| ---- | --------------------------------------------- | ------------------------------------------------ | ----------------------------- |
| 2005 | The Ring 2                                    | Ung Evelyn Borden (född Osorio)                  | Endast oklassificerad version |
| 2005 | Checking Out                                  | Lisa Apple                                       |                               |
| 2005 | Höjdarskolan: Sky High                        | Gwen Grayson / Royal Pain / Sue "Tenny" Tennyson |                               |
| 2006 | Final Destination 3                           | Wendy Christensen                                |                               |
| 2006 | Bobby                                         | Susan Taylor                                     |                               |
| 2006 | Black Christmas                               | Heather Fitzgerald                               |                               |
| 2006 | Factory Girl                                  | Ingrid Superstar                                 |                               |
| 2007 | Death Proof                                   | Lee Montgomery                                   |                               |
| 2007 | Die Hard 4.0                                  | Lucy Gennero-McClane                             |                               |
| 2008 | Make It Happen                                | Lauryn Kirk                                      |                               |
| 2010 | Scott Pilgrim vs. the World                   | Ramona Flowers                                   |                               |
| 2011 | The Thing                                     | Dr. Kate Lloyd                                   |                               |
| 2012 | Smashed                                       | Kate Hannah                                      |                               |
| 2012 | Abraham Lincoln: Vampire Hunter               | Mary Todd Lincoln                                |                               |
| 2013 | A Glimpse Inside the Mind of Charles Swan III | Kate                                             |                               |
| 2013 | The Spectacular Now                           | Holly Keely                                      |                               |
| 2013 | A.C.O.D.                                      | Lauren Stinger                                   |                               |
| 2013 | A Good Day to Die Hard                        | Lucy Gennero-McClane                             | Endast teaterversion          |
| 2014 | Faults                                        | Claire                                           | Även producent                |
| 2014 | Alex of Venice                                | Alex Vedder                                      |                               |
| 2014 | Kill the Messenger                            | Anna Simons                                      |                               |
| 2016 | Swiss Army Man                                | Sarah Johnson                                    |                               |
| 2016 | The Hollars                                   | Gwen                                             |                               |
| 2016 | 10 Cloverfield Lane                           | Michelle                                         |                               |
| 2019 | Gemini Man                                    | Danielle "Danny" Zakarewski                      |                               |
| 2020 | Birds of Prey                                 | Helena Bertinelli / The Huntress                 |                               |
| 2021 | Kate                                          | Kate                                             |                               |

### TV
| År        | Titel             | Roll            | Anmärkningar                    |
| --------- | ----------------- | --------------- | ------------------------------- |
| 1999–2000 | Passions          | Jessica Bennett | Huvudroll; 89 avsnitt           |
| 2001–2002 | Wolf Lake         | Sophia Donner   | Huvudroll                       |
| 2012      | The Beauty Inside | Leah            | Webbserie                       |
| 2015      | The Returned      | Rowan Blackshaw | Huvudroll                       |
| 2016      | BrainDead         | Laurel Healy    | Huvudroll                       |
| 2016–2017 | Mercy Street      | Mary Phinney    | Huvudroll                       |
| 2017      | Fargo             | Nikki Swango    | Huvudroll (säsong 3); 9 avsnitt |